# Suore trinitarie (Madrid)

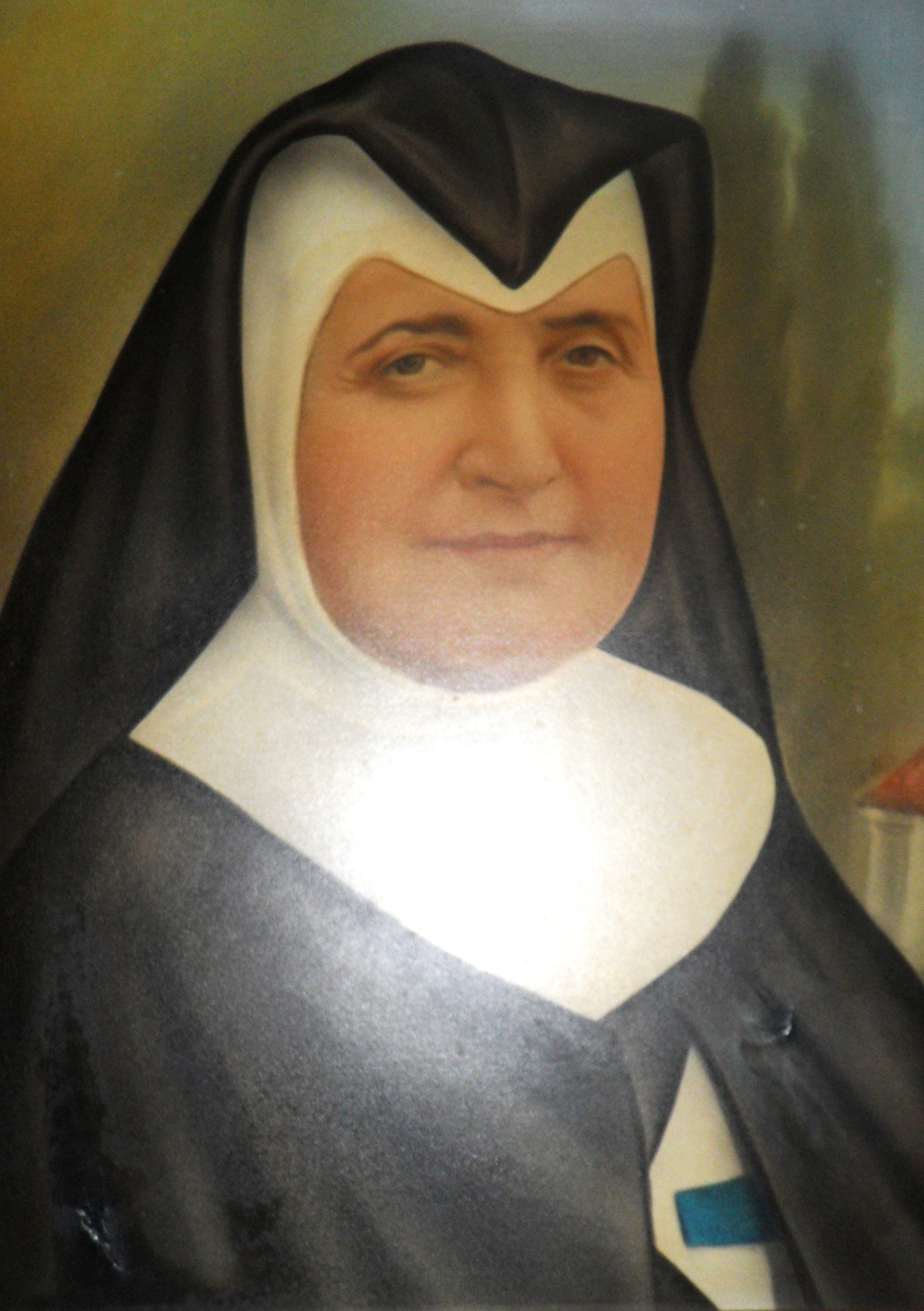
Madre Mariana della Santissima Trinità, cofondatrice dell'istituto.

Le Suore Trinitarie (in spagnolo Hermanas Trinitarias) sono un istituto religioso femminile di diritto pontificio: le suore di questa congregazione pospongono al loro nome le sigla HH.TT.

## Storia
La congregazione fu fondata a Madrid il 2 febbraio 1885 da Francisco de Asís Méndez Casariego e da Marianna Allsop y Manrique.
Il fine delle religiose era quello di recuperare le giovani "cadute nel vizio" e preservare quelle esposte al vizio: a tal fine, alle case della congregazione erano annessi laboratori dove le assistite erano impiegate nella confezione di vari oggetti e centri educativi. Prima della guerra civile spagnola, nella sola casa di Madrid erano ricoverate circa 400 assistite.
L'istituto ottenne il pontificio decreto di lode l'11 aprile 1901 e fu aggregato all'Ordine della Santissima Trinità il 20 aprile 1904.

## Attività e diffusione
Le trinitarie di Madrid hanno come fine principale quello di proteggere e recuperare le giovani cadute o in pericolo di cadere nel vizio.
Oltre che in Spagna, sono presenti in America Latina (Argentina, Guatemala, Messico, Uruguay), in India e in Italia; la sede generalizia è a Madrid.
Alla fine del 2008 la congregazione contava 163 suore in 29 case.